# Tutta da scoprire
Tutta da scoprire, noto anche come L'amante tutta da scoprire, è un film italo-spagnolo del 1981 diretto da Giuliano Carnimeo. Appartiene al sottogenere commedia sexy all'italiana. È interpretato da Nadia Cassini, Renzo Montagnani, Bombolo, Enzo Cannavale e Paco De Cecilio ed è stato girato nelle città di Lecce e Novoli.

## Trama
Due truffatori (una si chiama Erika, giovane e affascinante, mentre l'altro è Giorgio, meno avvenente e più aggressivo) vengono ingaggiati da una ricca signora per sbarazzarsi di suo marito, un opportunista e impenitente donnaiolo.
Il tutto viene complicato da una terza coppia, Bombolo e l'amico Gaetano, che sono invece alla ricerca di una schedina finita tra le mani dei due soci truffatori. Per avvicinarsi ad Erika e recuperare così il documento, i due uomini dovranno travestirsi e fingere di essere due donne sessantenni con un curriculum da massaggiatrici.

## Distribuzione
Venne distribuito nelle sale cinematografiche italiane il 13 febbraio 1981.
In Spagna venne proiettato con il titolo Busco amante para un divorcio ("Cerco amante per il divorzio").
Nel 1988 fu distribuito in Germania per il mercato dell'home-video con il titolo Männer mögen's heiß ("Agli uomini piace caldo").